# Miguel Ángel Scenna
Miguel Ángel Scenna (1924-1981) était un historien et journaliste argentin.
Médecin ophtalmologue de formation et de profession, il fit parallèlement œuvre d’historien et se spécialisa dans l’histoire politique de l’Argentine, faisant paraître un grand nombre de livres et d’articles, parmi lesquels se signalent en particulier, par le retentissement qu’ils eurent, les ouvrages Cuando murió Buenos Aires 1871 (1974, à propos de la tragique épidémie de fièvre jaune à Buenos Aires en 1871), Los Militares (1980) et F.O.R.J.A., una aventura argentina (De Yrigoyen a Perón) (1972). Il fut un collaborateur régulier de la revue Todo es Historia, que dirigeait l’historien Félix Luna et où il publia maints articles, mais écrivit aussi des contributions pour la presse généraliste, en plus d’être un conférencier très actif. Il est considéré comme un exposant modéré du courant révisionniste de l’historiographie nationale argentine.

## Œuvre
- Cómo fueron las relaciones Argentino-Norteamericanas (1970)
- Las brevas maduras (1804-1810) (1974), ouvrage faisant partie de la collection Memorial de la Patria, publiée sous la direction de Félix Luna
- F.O.R.J.A., una aventura argentina (De Yrigoyen a Perón), La Bastilla, 1972, 671 p. (lire en ligne)
- Antes de Colón (1974)
- Braden o Perón (1974)
- Cuando murió Buenos Aires 1871 (1974)
- Argentina-Brasil: Cuatro Siglos de Rivalidad (1975)
- Los que escribieron nuestra historia (1976)
- Crónicas de Buenos Aires (1977)
- Los Militares, Buenos Aires, Editorial de Belgrano, 1980, 363 p. (lire en ligne)
- Argentina-Chile: Una Frontera Caliente (1981)